# Furesø (gletsjermeer)
De Furesø is een gletsjermeer in Nationaal park Noordoost-Groenland in het oosten van Groenland.

## Geografie
Het meer is ontstaan als gevolg van een ijsdam van de Spærregletsjer die het (verlengde van het) Alpefjord afsnijdt. Het meer is west-oost georiënteerd en heeft een lengte van meer dan 20 kilometer. Het wordt gevoed door het smeltwater van meerdere gletsjers en in het oosten stroomt een riviertje langs de blokkerende gletsjertong en mondt in het Alpefjord uit.
Het grootste deel van het gletsjermeer ligt in Nathorstland. In het oosten ligt vanaf de Prinsessegletsjer het meer op de grens van Nathorstland en de Stauningalpen (Scoresbyland).

### Gletsjers
Het meertje wordt gevoed door verschillende gletsjers en hun smeltwaterrivieren, waaronder de volgende (van west naar oost):
- Violingletsjer
- Toscanogletsjer (rechteroever)
- Sydgletsjer (rechteroever)
- Prinsessegletsjer (rechteroever)
- Spærregletsjer (rechteroever)